# Медијска група ВАЦ
Медијска група Функе, (бивша Медијска група ВАЦ) је немачки издавач новина и магазина са укупно више од 500 публикација у девет држава. По својој величини, у Немачкој се налази на трећем месту.
Поред Немачке то су Аустрија, Мађарска, Бугарска, Србија, Хрватска, Румунија, Албанија, Македонија и Русија. Такође поседује делове аустријског Кронен цајтунг (Kronen Zeitung) и Курира (Kurier).
Група издаје у земљи и иностранству 38 дневних листова, 108 публикација и стручних часописа, 133 рекламних листова и 250 часописа за познате муштерије. Због тога група располаже предузећима у области штампе, радија и интернета. 
У приватном је власништву породица оснивача са седиштем у Есену.